# Trigonoptila latimarginaria
Trigonoptila latimarginaria är en fjärilsart som beskrevs av John Henry Leech 1891. Trigonoptila latimarginaria ingår i släktet Trigonoptila och familjen mätare. Inga underarter finns listade i Catalogue of Life.

## Bildgalleri

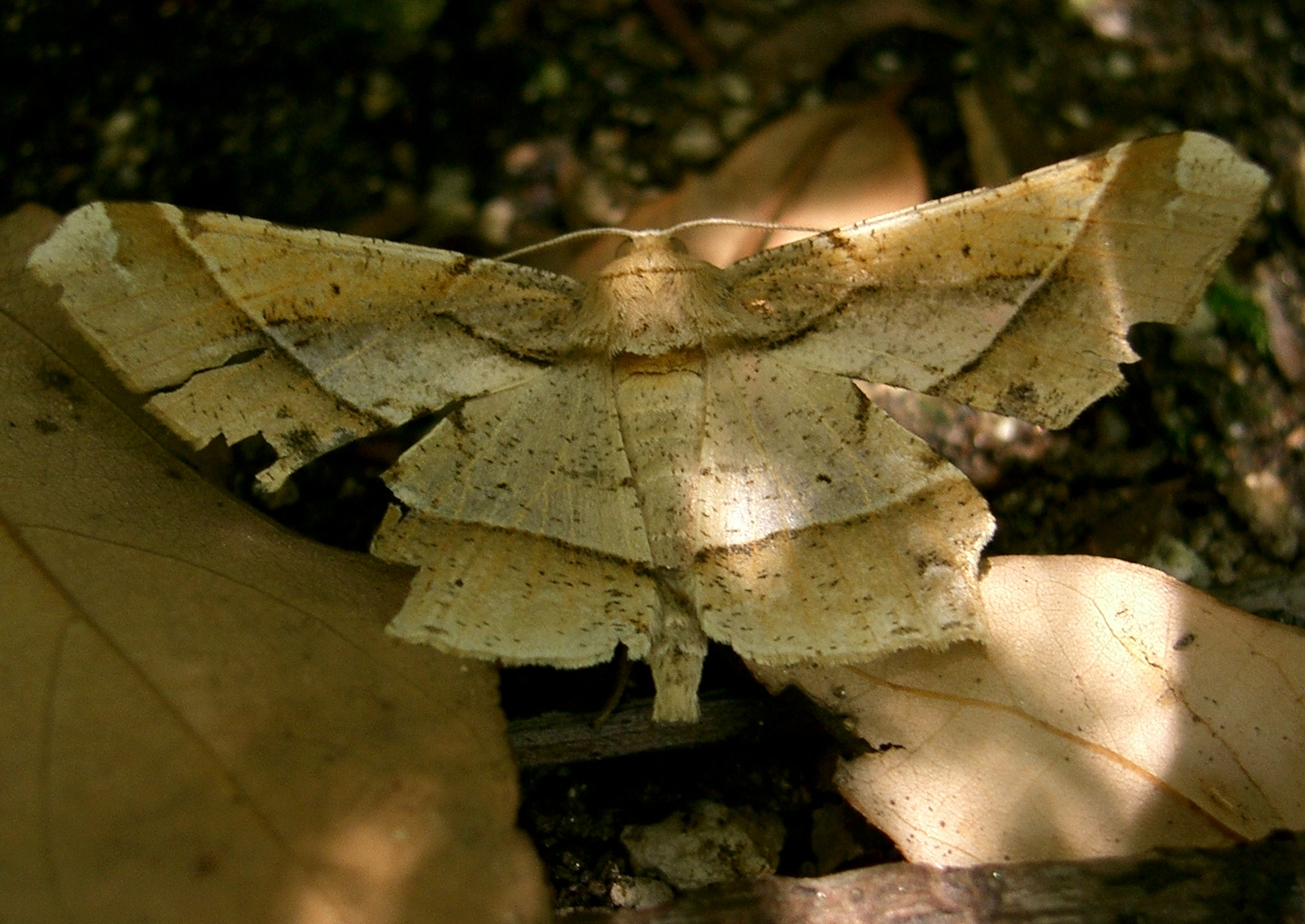